# Union Association
A Union Association foi uma liga de beisebol da Major League Baseball que durou apenas uma temporada em  1884. O St. Louis Maroons foi o vencedor da flâmula e se juntou à  Liga Nacional na temporada seguinte. O Chicago se mudou para Pittsburgh no fim de Agosto e quatro times se desligaram da liga durante a temporada e foram substituídos.
Embora a liga seja convencionalmente listada como uma grande liga, este status tem sido questionado por um certo número de modernos historiadores do beisebol, mais notadamente por Bill James em seu livro The Bill James Historical Baseball Abstract. A liga teve um número de jogadores das grandes ligas (na franquia do St. Louis, ao menos), mas no geral o talento e organização da liga era notávelmente inferior em relação às duas grandes ligas estabelecidas. James encontrou que os guias de beisebol contemporâneos não consideravam a Union Association uma grande liga. O registro mais antigo que ele encontrou da Union Association como uma grande liga foi no livro de Ernest Lanigan, The Baseball Cyclopedia, publicado em 1922.
Por exemplo, a única "estrela" da liga, Fred Dunlap, liderou a liga em média de rebatidas com 41,2% (86 pontos mais alto que sua segunda melhor marca em temporada única e 120 pontos mais alto que sua média na carreira), bases conquistadas, porcentagem de slugging,  corridas anotadas, rebatidas,  bases totais e home runs (com apenas 13, típico daquela era). Depois do fechamento da liga, Dunlap nunca rebateu mais do que 27,4% ou mais do que  10 home runs até sua aposentadoria em 1891, outra medida da qualidade inferior da Union Association.
Dos 272 jogadores da Union Association, 107 (39,34%) nunca jogaram em outras grandes ligas, enquanto 72 (26.47%) jogaram muito brevemente em outras grande ligas (chamado na linguagem do beisebol "cup of coffee" (menos do que 300  vezes ao bastão e/ou 50 rebatidas) e 79 (29,04%) tiveram carreiras longas mas pouco sucesso em outras grandes ligas.
Uma comparação relativamente moderna pode ser a World Football League do início dos anos 1970 em contraste com a National Football League. A WFL semelhantemente recorreu a colocar os clubes em cidades pequenas ou cidades com times já estabelecidos, e fechou no meio de uma temporada.
Houve também uma liga menor chamada  Union Association que operou de 1911 até 1914.

## História
A liga foi fundada em Setembro de 1883 pelo jovem milhionário de St. Louis,  Henry Lucas. Lucas foi eventualmente nomeado presidente da liga, com o proprietário do Philadelphia Keystones, Tom Pratt, servindo como vice-presidente e  Warren White do Washington Nationals como secretário.
O favoritismo de Lucas pelo seu próprio time condenou o restante da liga desde o início, pois adquiriu os melhores jogadores disponíveis para o seu  St. Louis Maroons à custa do resto da liga. O Maroons venceu 94 jogos e perdeu apenas 19, com um aproveitamento de 83,2%.
A competição desigual, a alta rotatividade das franquias e o cronograma mal redigido foram também grandes problemas; quatro franquias fecharam durante a temporada, forçando a liga a lutar para substituí-los por três equipes de ligas de classificação inferiores e uma nova equipe, e a liga foi  ironicamente apelidada de "A Liga das Cebolas" por seus detratores nas duas ligas estabelecidas.
O Altoona Mountain City foi o primeiro time a fechar em Maio e foi substituído por um time recém formado em Kansas, o Kansas City Cowboys. Depois do Philadelphia Keystones fechar em Agosto, a Union recrutou o Wilmington Quicksteps da Eastern League, mas o Quicksteps perdeu quatro de seus principais jogadores e desistiu da Association e fechou em Setembro. A franquia de Chicago se mudou para Pittsburgh em Agosto e finalmente se dissolveu na mesma época do Wilmington, e ambos os times foram substituídos por dois times da liga também dissolvida Northwest League, Milwaukee e St. Paul Saints. Em 15 de Janeiro de 1885, em um encontro agendado pela UA em Milwaukee, apenas o Milwaukee e o Kansas City apareceram, e a liga foi prontamente encerrada.
O St. Louis foi considerado forte o bastante para entrar na  Liga Nacional em 1885, mas enfrentou pesada competição na própria cidade através do   St. Louis Browns que era uma força na  Associação Americana. O único sobrevivente da Union se mudou para  Indianapolis e se tornou o Hoosiers depois de 1886, tendo um cartel de 36-72 e 43-79, e jogado três temporadas antes de fechar, com cartel de 37-89, 50-85 e 59-75 na Liga Nacional com um aproveitamento geral de 36%. Estes números talvez revelem o abismo de qualidade entre a UA e as grandes ligas já estabelecidas.
Talvez o mais óbvio impacto na liga de curta duração foi na carreira do jogador que não "pulou" para a nova liga: Charles Radbourn. Com pouco mais de 100 jogos no calendário, a maioria dos times empregavam dois arremessadores regulares e o Providence Grays da  Liga Nacional em tinha Radbourn e Charlie Sweeney. De acordo com o livro Glory Fades Away, de Jerry Lansche, Sweeney caiu em desgraça no time do Providence no fim de Julho após se recusar a ser substituído em um jogo pois estava bêbado e foi expulso. Ao invés de voltar se rastejando, Sweeney assinou com o times de  Lucas, deixando Radbourn por conta própria.
Se aproveitando de sua situação, Radbourn se comprometeu a ficar com o clube e ser o único arremessador do time se eles dessem um aumento e assegurassem a ele ser um agente livre no fim da temporada. Radbourn, que já tinha 24 vitórias naquele ponto contra 17 de Sweeney, arremessou praticamente todo jogo após isto e venceu impressionantes 60 jogos (um recorde) durante a temporada regular. Venceu todos os três jogos da versão da  World Series de 1884, arremessando em todas as entradas que varreram o New York Metropolitans da  Associação Americana. Sua performance em 1884, juntamente com uma carreira forte, sendo um dos primeiros arremessadores a conseguir  300 vitórias, asseguraram seu lugar no  Hall of Fame.

## Jogadores notáveis
O melhor rebatedor da Union Association em 1884 foi Fred Dunlap do Maroons. Arremessadores que se destacaram incluem Jim McCormick, Charlie Sweeney, Dupee Shaw e Hugh Daily.
Jogadores notáveis que fizeram suas estreias na Union Association incluem Tommy McCarthy, que foi eleito para o  Hall of Fame em 1946 e Jack Clements, o único homem na história do beisebol a jogar toda sua carreira como um  catcher canhoto.

## Destaques
A Union Association viu dois  no-hitters em sua breve existência: um por Dick Burns do Outlaw Reds em 26 de Agosto e um por Ed Cushman do Brewers em 28 de Setembro. Em 7 de Julho, Hugh Daily eliminou por strikeout 19 jogadores do Boston Reds em um jogo de nove entradas, um recorde da "MLB" que perduraria por 102 anos até que Roger Clemens eliminasse por strike  20 rebatedores em um jogo de 1986.  Henry Porter e Dupee Shaw conseguiram jogos com 18-strikeouts. O Chicago Browns executou uma  queimada tripla em 19 de Junho.

## Times e aproveitamento
| Time                              | Vitórias | Derrotas |
| --------------------------------- | -------- | -------- |
| St. Louis Maroons                 | 94       | 19       |
| Cincinnati Outlaw Reds            | 69       | 36       |
| Baltimore Monumentals             | 58       | 47       |
| Boston Reds                       | 58       | 51       |
| Milwaukee Brewers                 | 8        | 5        |
| St. Paul Saints                   | 2        | 6        |
| Chicago Browns/Pittsburgh Stogies | 41       | 50       |
| Altoona Mountain City             | 6        | 19       |
| Wilmington Quicksteps             | 2        | 16       |
| Washington Nationals              | 47       | 65       |
| Philadelphia Keystones            | 21       | 46       |
| Kansas City Cowboys               | 16       | 63       |